# Rubem Antônio Corrêa Barbosa
Rubem Antônio Corrêa Barbosa (* 14. Januar 1952 in Rio de Janeiro) ist ein brasilianischer Diplomat.

## Leben
Rubem Antônio Corrêa Barbosa ist der Sohn von Hylma Malcher Corrêa Barbosa und Rubem Duarte Corrêa Barbosa. 1974 absolvierte er den CPCD des Rio Branco-Institutes und schloss ein Studium der Rechtswissenschaft an der Universidade Candido Mendes in Rio de Janeiro ab. 1995 fertigte er im Rahmen der Alto Estudios, die Studie O Diferendo sobre a Fronteira Marítima entre a Colômbia e a Venezuela an. Von 1875 bis 1976 wurde er in der Abteilung Protokoll beschäftigt. 1976 wurde er in der Abteilung Europa beschäftigt. Von 1977 bis 1980 war er Gesandtschaftssekretär dritter Klasse in Ottawa.
Von 1980 bis 1984 wurde Corrêa Barbosa an der Gesandtschaft in Lagos von Gesandtschaftssekretär zweiter Klasse zum Gesandtschaftssekretär erster Klasse befördert. Von 1986 bis 1989 war er Gesandtschaftssekretär erster Klasse in Lissabon, von 1993 bis 1996 Gesandtschaftsrat in Bogotá. Von 1996 bis 1999 war er beigeordneter Generalkonsul in Los Angeles und von 1999 bis 2003 Lehrplanbeauftragter des Rio Branco-Institut. 2003 leitete Corrêa Barbosa im Justizministerium die Abteilung Internationales. Von 2003 bis 2005 leitete er im Itamaraty die Abteilung Äquatorialamerika II. Von 2005 bis 2010 war er Sonderassesor im Energieministerium.
Am 15. Juli 2010 wurde er zum Botschafter in Canberra ernannt. Gleichzeitig wurde er zum Botschafter bei den Regierungen in Port Vila und Port Moresby ernannt.
Am 12. Januar 2012 wurde er, mit Amtssitz in Canberra, zum Botschafter in Suva, im Distrikt Yaren und Honiara ernannt.
Am 27. Oktober 2015 wurde er zum Botschafter in Indonesien ernannt.
Am 11. Dezember 2019 erfolgte die Ernennung zum Botschafter in Kasachstan, der Kirgisischen Republik sowie Turkmenistan.